# Svjatopolk I di Kiev
Svjatopolk I Jaropolkovič (Vladimirovič), detto il Dannato (979 circa – 24 luglio 1019), è stato principe della Rus' di Kiev.

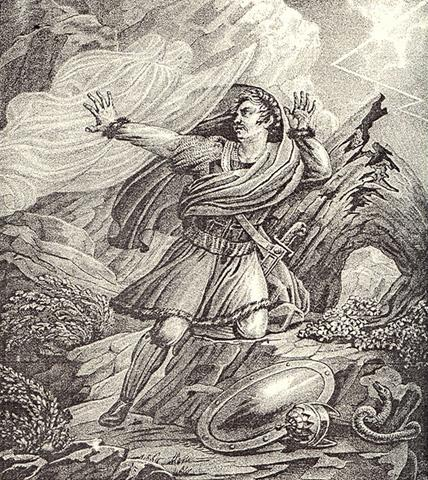

Figlio di Jaropolk I e Irina, Svjatopolk I fu genero del principe polacco Boleslav I il Coraggioso e principe di Turov, ruolo da cui fu rimosso nel 1012 in seguito ad una cospirazione con Vladimir I.
Svjatopolk, con l'aiuto di truppe polacche, conquistò Kiev il 15 luglio 1015, giorno della morte di Vladimir. Secondo la più antica cronaca russa, la Cronaca degli anni passati, egli fece uccidere i suoi fratelli Boris e Gleb (che in seguito furono canonizzati dalla chiesa russa) e per tale motivo ebbe il soprannome di "Dannato".
La sua intenzione era di prendere il controllo di tutte le terre appartenute al padre ma il fratellastro Jaroslav, principe di Novgorod gli si oppone con le armi. Svjatopolk si alleò con i Peceneghi ma fu sconfitto dall'esercito di Jaroslav nella Battaglia di Ljubeč sulla fine del 1016 e dovette fuggire in Polonia.
Con l'aiuto dell'esercito polacco Svjatopolk riuscì a riconquistare Kiev il 14 agosto 1018 ma nello stesso anno Jaroslav ritornò e lo bandì. Svjatopolk arruolò un nuovo esercito tra i Peceneghi ma fu sconfitto definitivamente sul fiume Alta il 24 luglio 1019 e morì tentando la fuga verso occidente nelle foreste tra Cecoslovacchia e Polonia.

## Appunti
Litvina A. F., Uspensky F. B. La scelta di un nome tra i principi russi nei secoli X-XVI. Storia dinastica attraverso il prisma dell'antroponimia. — M.: Indrik, 2006. — 904 pag. - 1000 copie. — ISBN 5-85759-339-5. - pagina 49 ↑ Sverdlov M. B. Russia premongola: principe e potere principesco in Russia VI - il primo terzo del XIII secolo. - San Pietroburgo: Progetto accademico, 2003. - S. 301. ↑ L'antica Russia alla luce delle fonti straniere: Reader / Ed. T. N. Jackson, I. G. Konovalova e A. V. Podosinova. Volume IV: Fonti dell'Europa occidentale. Comp., trad. e commenta. AV Nazarenko. - M.: Fondazione russa per la promozione dell'istruzione. e Nauka, 2010. - S. 73-74. ^ Nell'agosto 2020, nel villaggio di Gorodnitsa (regione di Zhytomyr), sono state trovate 6 monete di Svyatopolk Yaropolkovich tra le monete d'argento del tesoro di Gorodnitsa [uk]. "Tesoro di Gorodnitsky".Storia del sapere sensazionale, 31 aprile 2020 ^ Grigory Tyukanov. Srebrenik di Svyatopolk il Maledetto, 1015-1016 www.fotoremeslo.com (20.04.20115). ^ La saga di Eymund, Strand di Eymund Hringsson ↑ Litvin... Ibid. S. 50. ↑ Razin E. A. Storia dell'arte militare dei secoli VI-XVI. - San Pietroburgo: casa editrice Polygon, 1999. - 656 p. Tiratura 7000 copie. ISBN 5-89173-040-5 (secoli VI-XVI). ISBN 5-89173-038-3. (Biblioteca di storia militare) ↑ Per un'interpretazione dettagliata di questo passaggio della cronaca, si veda: I. N. Danilevsky. Il racconto degli anni passati: fondamenti ermeneutici degli studi sulla fonte dei testi delle cronache. - M.: Aspect-Press, 2004. - S. 62-72 ^ I. N. Danilevsky: Yaroslav, Svyatopolk e il cronista. Dal libro: I. N. Danilevsky, Antica Russia attraverso gli occhi di contemporanei e discendenti (secoli IX-XII) - M.: Aspect-Press: 1999.
1. ↑ Литвина А. Ф., ISBN 5-85759-339-5
2. . ISBN 5-89173-040-5 (VI—X

## l'immagine di Svyatopolk al Cinema
Yaroslav il Saggio (1981; URSS) diretto da Grigory Kokhan, Nikolay Babenko come Svyatopolk. "San Vladimir" (1993; Russia) diretto da Yuri Tomoshevsky, Oleg Melnik come Svyatopolk. La saga degli antichi Bulgari. La scala di Vladimir il Sole Rosso ”(2004; Russia) diretto da Bulat Mansurov, Alexander Filippenko nel ruolo di Svyatopolk.

## Nella letteratura
1. Novgorod Prima cronaca delle edizioni Senior e Junior. - Mosca-Leningrado: "Casa editrice dell'Accademia delle scienze dell'URSS", 1950. - 659 p. 2. Alpatov M. A. Il pensiero storico russo e l'Europa occidentale nei secoli XII-XVII. - M., 1973. 284 pag. 3.Vrublevsky A. Informazioni su Russia trovate nella cronaca del cronista polacco Martin Gall//notizie di Universitetskie. - K., 1878. - N9. - Aggiunte. pp.41-58 4.Hrushevsky M. S. Storia dell'Ucraina-Rus. T. 2. - K., 1992. 633 pag. 5.Korolyuk V. D. Slavi occidentali e Rus' di Kiev nei secoli X-XI. - M., 1964. pp. 73-108 6.Kotlyar NF, Smoliy VA Storia nelle biografie. - K., 1990. 255 pag. 7.Molchanov AA Ancora una volta sulla "brattea" di bronzo di Taman // SA - 1982. N 3. P.223-226Назаренко A.B.
2. 1. Nazarenko AV Gli eventi del 1017 nella cronaca tedesca dell'inizio del XII secolo. e nella cronaca russa // Gli stati più antichi sul territorio dell'URSS. Stuoia. e ricerca. - 1980 - M., 1981. S. 175-184 Nazarenko AV Sulla datazione della battaglia di Lyubech // Cronache e cronache. - Sab. Arte. 1984 - M., 1984. S.13-19 Sverdlov M. B. Notizie sulla Russia nella cronaca di Titmar di Merseburg // Gli stati più antichi sul territorio dell'URSS. Stuoia. e ricerca. - 1975 - M., 1976. P. 90-101 Tolstoj II Le più antiche monete russe del Granducato di Kiev. - San Pietroburgo, 1882, pp. 47-56 Tolstoj I. I. Le più antiche monete russe dei secoli X-XI. - San Pietroburgo, 1893. 256 p.,
  2. 
    1. F
    2. Fortinsky F. Ya. Titmar di Merseburg e la sua cronaca. - San Pietroburgo, 1872. 238 p. Shusharin V.P. L'antico stato russo nei monumenti medievali dell'Europa occidentale e orientale // L'antico stato russo e il suo significato internazionale. - M., 965. S.420-429. Nazarenko A. V. Antica Russia sulle rotte internazionali. — M.: Lingue della cultura russa, 2001.Voytovich L. Dinastie principesche dell'Europa orientale (fine IX - inizio XVI secolo). Karpov A. Yu Yaroslav il Saggio. - M.: Giovane guardia, 2001. Karpov A. Yu Vladimir Saint. - M.: Guardia Giovane - ZhZL; Parola russa, 1997. Antica Russia alla luce di fonti straniere. / a cura di E. A. Melnikova. — M.: Logos, 1999
    3. La saga di Eimund (Un filone su Eimund Hringsson) / tradotta dall'antico islandese da E. A. Rydzevskaya // Saghe reali islandesi di Jaxon T. N. sull'Europa orientale (fino alla metà dell'XI secolo). - M., 1994. (Le fonti più antiche sulla storia dell'Europa orientale). Mikola Kostomarov. Galleria di ritratti. ISBN 5-301-01266-5 (ukr.) Philist G. M. La storia dei "crimini" di Svyatopolk il Maledetto. — Minsk, Bielorussia, 1990 Panus O. Yu. "Chi è Caino, chi è Abele?" - M., Sputnik +, 2014, ISBN 978-5-9973-3040-8 Kostromin Konstantin Aleksandrovich Borisoglebskaya problema: una questione di fiducia nelle fonti // Atti della Facoltà di Storia dell'Università di San Pietroburgo. 2011.

1. Novgor
  1. Novgorod Prima cronaca delle edizioni Senior e Junior. - Mosca-Leningrado: "Casa editrice dell'Accademia delle scienze dell'URSS", 1950. - 659 p. 2. Alpatov M. A. Il pensiero storico russo e l'Europa occidentale nei secoli XII-XVII. - M., 1973. 284 pag. 3.Vrublevsky A. Informazioni su Russia trovate nella cronaca del cronista polacco Martin Gall//notizie di Universitetskie. - K., 1878. - N9. - Aggiunte. pp.41-58 4.Hrushevsky M. S. Storia dell'Ucraina-Rus. T. 2. - K., 1992. 633 pag. 5.Korolyuk V. D. Slavi occidentali e Rus' di Kiev nei secoli X-XI. - M., 1964. pp. 73-108 6.Kotlyar NF, Smoliy VA Storia nelle biografie. - K., 1990. 255 pag. 7.Molchanov AA Ancora una volta sulla "brattea" di bronzo di Taman // SA - 1982. N 3. P.223-226Назаренко A.B.
  2. 
    1. Nazarenko AV Gli eventi del 1017 nella cronaca tedesca dell'inizio del XII secolo. e nella cronaca russa // Gli stati più antichi sul territorio dell'URSS. Stuoia. e ricerca. - 1980 - M., 1981. S. 175-184 Nazarenko AV Sulla datazione della battaglia di Lyubech // Cronache e cronache. - Sab. Arte. 1984 - M., 1984. S.13-19 Sverdlov M. B. Notizie sulla Russia nella cronaca di Titmar di Merseburg // Gli stati più antichi sul territorio dell'URSS. Stuoia. e ricerca. - 1975 - M., 1976. P. 90-101 Tolstoj II Le più antiche monete russe del Granducato di Kiev. - San Pietroburgo, 1882, pp. 47-56 Tolstoj I. I. Le più antiche monete russe dei secoli X-XI. - San Pietroburgo, 1893. 256 p.
      1. Nazarenko AV Gli eventi del 1017 nella cronaca tedesca dell'inizio del XII secolo. e nella cronaca russa // Gli stati più antichi sul territorio dell'URSS. Stuoia. e ricerca. - 1980 - M., 1981. S. 175-184 Nazarenko AV Sulla datazione della battaglia di Lyubech // Cronache e cronache. - Sab. Arte. 1984 - M., 1984. S.13-19 Sverdlov M. B. Notizie sulla Russia nella cronaca di Titmar di Merseburg // Gli stati più antichi sul territorio dell'URSS. Stuoia. e ricerca. - 1975 - M., 1976. P. 90-101 Tolstoj II Le più antiche monete russe del Granducato di Kiev. - San Pietroburgo, 1882, pp. 47-56 Tolstoj I. I. Le più antiche monete russe dei secoli X-XI. - San Pietroburgo, 1893. 256 p.
      2. Fortinsky F. Ya. Titmar di Merseburg e la sua cronaca. - San Pietroburgo, 1872. 238 p. Shusharin V.P. L'antico stato russo nei monumenti medievali dell'Europa occidentale e orientale // L'antico stato russo e il suo significato internazionale. - M., 965. S.420-429. Nazarenko A. V. Antica Russia sulle rotte internazionali. — M.: Lingue della cultura russa, 2001.Voytovich L. Dinastie principesche dell'Europa orientale (fine IX - inizio XVI secolo). Karpov A. Yu Yaroslav il Saggio. - M.: Giovane guardia, 2001. Karpov A. Yu Vladimir Saint. - M.: Guardia Giovane - ZhZL; Parola russa, 1997. Antica Russia alla luce di fonti straniere. / a cura di E. A. Melnikova. — M.: Logos, 1999.
2. Назаренко A.B. События 1017 г. в немецкой хронике начала XII в. и в русской летописи // Древнейшие государства на территории СССР. Мат. и исслед. — 1980 г. — М., 1981. С. 175—184
3. Назаренко A.B. О датировке Любечской битвы //Летописи и хроники. — Сб. ст. 1984 г. — М., 1984. С.13—19
4. Свердлов М. Б. Известия о Руси в Хронике Титмара Мерзебургского // Древнейшие государства на территории СССР. Мат. и исслед. — 1975 г. — М., 1976. С.90—101
5. Толстой И. И. Древнейшие русские монеты Великого княжества Киевского. — СПб., 1882, с.47—56
6. Толстой И. И. Древнейшие русские монеты X—XI вв. — СПб., 1893. 256 с.
7. Фортинский Ф. Я. Титмар Мерзебургский и его Хроника. — СПб., 1872. 238 с.
8. Шушарин В. П. Древнерусское государство в западно- и восточноевропейских средневековых памятниках // Древнерусское государство и его международное значение. — М., 965. С.420—429.
9. Назаренко А. В. Древняя Русь на международных путях. — М.: Языки русской культуры, 2001.
10. Войтович Л. Княжеские династии Восточной Европы (конец IX — начало XVI в.).
11. Карпов А. Ю. Ярослав Мудрый. — М.:, Молодая гвардия, 2001.
12. Карпов А. Ю. Владимир Святой. — М.: Молодая гвардия — ЖЗЛ; Русское слово, 1997.
13. Древняя Русь в свете зарубежных источников./ под редакцией Е. А. Мельниковой. — М.: Логос, 1999.
14. Сага об Эймунде (Прядь об Эймунде Хрингссоне) / перевод с древнеисландского Е. А. Рыдзевской // Джаксон Т. Н. Исландские королевские саги о Восточной Европе (до середины XI в.). — М., 1994. (Древнейшие источники по истории Восточной Европы).
15. Микола Костомаров. Галерея портретів. ISBN 5-301-01266-5 (укр.)
16. Филист Г. М. История «преступлений» Святополка Окаянного. — Минск, Беларусь, 1990
17. Панус О. Ю. «Кто Каин, кто Авель?» — М., Спутник+,2014,ISBN 978-5-9973-3040-8
18. Костромин Константин Александрович Борисоглебская проблема: вопрос доверия источникам // Труды Исторического факультета Санкт-Петербургского университета . 2